# María Eugenia Hormazábal
María Eugenia Hormazábal (Santiago, 25 de octubre de 1950). Fue alcaldesa de la comuna de Villa Alegre, provincia de Linares.

## Vida pública
También se desempeñó en el cargo de gobernadora de la provincia de Linares, entre los años 2010 y 2014, durante el gobierno de Sebastián Piñera.
recibió premios de reconocimiento, alcanzando en el 2008 el primer lugar a nivel nacional como mejor gestión.
- Datos: Q16300895